# Fondazione Querini Stampalia
La Fondazione Querini Stampalia è una fondazione culturale di Venezia con sede a Palazzo Querini Stampalia. Nasce nel 1869 per volontà N.H. Giovanni Querini Stampalia, che, morto senza eredi diretti, decide di lasciare tutto il suo patrimonio per la creazione di un'istituzione a cui affida il compito di “promuovere il culto dei buoni studi, e delle utili discipline".
Questa è ancor oggi la missione della Fondazione, che conserva il patrimonio della nobile famiglia veneziana e che offre al pubblico una biblioteca, un museo e aree in cui vengono realizzate mostre temporanee, con una particolare attenzione per l'arte contemporanea.
Il piano terra del palazzo cinquecentesco ha visto, tra il 1961 e il 1963, il restauro da parte dell'architetto Carlo Scarpa. Successivi interventi degli architetti Valeriano Pastor e Mario Botta hanno conferito agli interni l'aspetto attuale.
Nel corso della sua storia varie sono state le personalità del mondo dell'arte e della cultura che ne hanno guidato l'amministrazione. L'ultimo presidente è stato Marino Cortese (2004-2020). Sotto la sua presidenza, il 12 novembre 2019, parte del patrimonio librario della fondazione è stato sommerso dalle acque durante la tragica Acqua Granda di quel giorno.

## Biblioteca

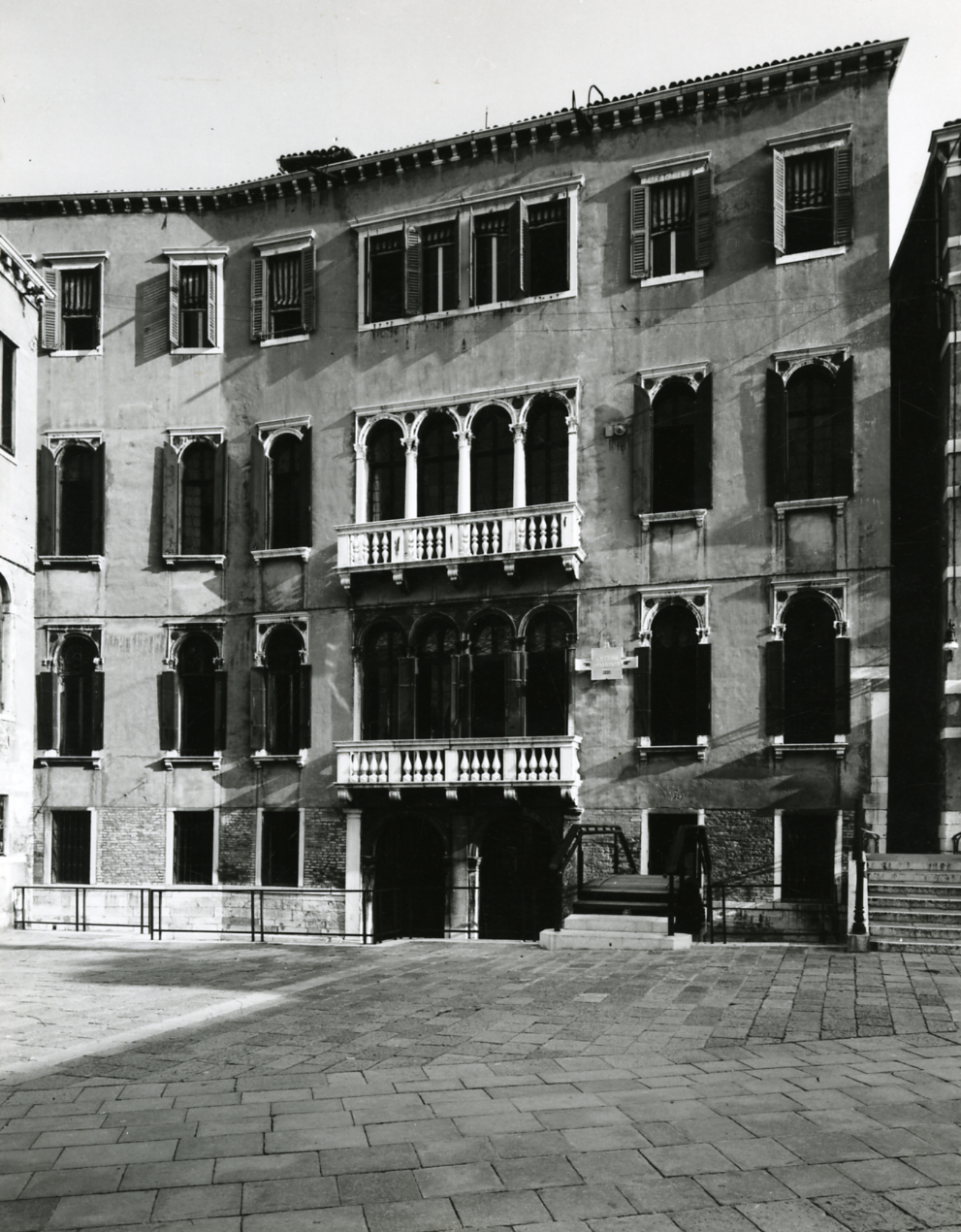
Palazzo Querini Stampalia in una foto di Paolo Monti del 1963 (Fondo Paolo Monti, BEIC)

Collocata al primo piano di Palazzo Querini Stampalia, la Biblioteca conserva un patrimonio bibliografico di circa 350.000 volumi, che si articola in fondi storici, derivanti dalle raccolte di famiglia, e in fondi moderni, costituitisi dopo la nascita della Fondazione e in continuo accrescimento.
Nel rispetto della volontà del fondatore, che nel suo testamento scrisse "la Biblioteca rimarrà aperta [...] in tutti quei giorni, ed ore in cui le Biblioteche pubbliche sono chiuse, e la sera specialmente per comodo degli studiosi", essa è aperta anche la sera e nella gran parte dei giorni festivi.
Nelle sale di consultazione e di lettura, organizzate a scaffale aperto secondo la Classificazione Decimale Dewey, sono disponibili 32.000 volumi, mentre nell'emeroteca sono proposte 300 riviste e 20 testate di quotidiani, sia nazionali che esteri.
Per tutti gli altri materiali conservati nei depositi è attivo il servizio di distribuzione. Per la ricerca delle opere possedute la biblioteca è dotata di un catalogo informatizzato (OPAC del Servizio Bibliotecario nazionale) e di cataloghi cartacei a schede e a volume.

### Spazi e servizi
- superficie totale: 1.650 m²
- area destinata al pubblico: 950 m²
- depositi librari: 700 m²
- servizi di accoglienza al piano terra: 385 m²
- sale di lettura: 16
- posti di lettura: 180
- postazioni per consultazione cataloghi: 3
- postazioni per navigazione internet: 5
- emeroteca
- navigazione wifi
- fotocopie
- vetrine tematiche con proposte di lettura e approfondimento

### Storia della biblioteca

#### La biblioteca familiare
Verso la fine del Cinquecento, a Venezia, era possibile notare come molte biblioteche private stessero assumendo una dimensione significativa nel contesto cittadino. Solitamente a farsene carico furono governanti, congregazioni religiose e famiglie patrizie. Solo nel Seicento le raccolte librarie, così come il patrimonio artistico ed immobiliare, vennero vissute come un qualcosa in grado di cementificare e preservare l'identità familiare.
In questo contesto, anche la famiglia dei Querini possedeva una propria biblioteca familiare. Infatti, nonostante i dati cronologici non siano precisi, si può presumere che già ai tempi di Polo Querini (1606-1663) la raccolta libraria della famiglia fosse già formata e possedesse dei documenti di una certa importanza. Questo primo nucleo era composto in particolar modo dalle memorie domestiche e da alcuni manoscritti che in seguito citeremo. Con l'inizio del Settecento, però, la biblioteca dei Querini assunse un ruolo centrale nelle dinamiche interne al casato grazie all'intraprendenza di alcuni membri come Andrea Querini, il quale attraverso acquisti e strategie matrimoniali accrebbe notevolmente il patrimonio libraio. Inoltre, grazie al supporto di un primo bibliotecario, stilò dei primi cataloghi che verranno raccolti in 8 volumi (tre per il catalogo delle opere italiane, tre per il catalogo delle opere greco-latine e due per il "catalogue françois").
Al cadere della Repubblica di Venezia, la biblioteca dei Querini fu una delle poche a non disperdere il proprio patrimonio, ma anzi ad incrementarlo con l'aggiunta di documenti relativi alle attività economiche e patrimoniali della famiglia, nonché agli interessi particolari dei singoli membri.
L'ultimo discendente della stirpe, Giovanni Querini, si occupò prevalentemente del riordino dei documenti di famiglia, tralasciando le opere più antiche. Con la sua morte e la conseguente nascita della Fondazione, Giovanni Querini nominò come futuro bibliotecario Gustavo Adolfo Unger, un insegnante di letteratura e lingua tedesca che si occuperà della biblioteca fino al 1882.

#### Fondo storico
Prima della caduta della Repubblica di Venezia, solitamente le famiglie patrizie veneziane possedevano un archivio personale che era suddiviso in tre nuclei originari: i documenti privati, cioè lettere, contratti di matrimonio, testamenti e altre tipologie; i documenti familiari, come per esempio i contratti delle dispute legali; e i documenti politici. La natura di questa conformazione iniziale, prettamente amministrativa e personale, mutava progressivamente attraverso le acquisizioni della famiglia e soprattutto attraverso le strategie matrimoniali, che rendevano gli archivi familiari "a complex family archives".
Questo è anche il caso dell'archivio dei Querini, nel quale confluirono, grazie ai legami ereditari e matrimoniali, parte degli archivi dei Tron, dei Contarini, dei Dolfin, dei Mocenigo, dei Bragadin, dei Moro, dei Longo e dei Lippomano.
In ogni caso, con il testamento di Giovanni Querini, dell'11 dicembre 1868, il patrimonio archivistico-bibliotecario queriniano comprendeva:
- manoscritti: 1.300 esemplari, di cui 1.150 pezzi dal XIV al XVIII secolo appartenuti alla famiglia, tra i quali il Capitulare nauticum (XIII-XVI secolo), la Promissio contra maleficia (XIV secolo), la Favole esopiane (XIV secolo), Gli Asolani di Pietro Bembo (XV-XVI secolo), il Libro del sarto (XVI secolo) e varie Commissioni ducali. A questi, se ne aggiungono altri 150, frutto di acquisizioni successive.
- incunaboli: 100 esemplari, tra cui il Fasciculus medicinae di Johannes de Ketham (1493) e il Liber chronicarum di Hartmann Schedel (1493).[11]
- cinquecentine: 1.617 esemplari sia italiani che stranieri, tra cui anche 13 aldine.
- fondo cartografico: si compone di 250 carte geografiche, 97 mappali, 27 atlanti, 7 portolani e 6 carte nautiche datate tra il XV e il XIX secolo. Il fondo si sviluppa in relazione agli usi pratici e agli interessi della famiglia che vide tra i suoi membri Capitani da mar e cultori della scienza geografica.[12]
- incisioni: 3.000 esemplari.
- archivio: l'archivio della famiglia è formato da 120 buste contenenti documenti, lettere e disegni che vanno dal XVI secolo alla nascita della Fondazione.[13]
- fondo musicale: comprende sia manoscritti che opere a stampa. Tra i manoscritti si trovano antologie di arie d'opera della fine del XVII secolo, mentre gli esemplari a stampa, che risalgono per la maggior parte ai decenni a cavallo tra il '700 e l'800 e vedono accanto alle edizioni veneziane anche opere stampate a Parigi e a Vienna, comprendono trattati di argomento musicale e oltre 450 libretti d'opera.[14]
- fondo antico a stampa: ne fanno parte oltre 20.000 edizioni dal XVII al XIX secolo provenienti per la maggior parte dalla biblioteca di famiglia che, soprattutto nel '700 in parallelo con la formazione del patrimonio immobiliare e artistico, si accresce e si orienta su un ampio ventaglio di interessi come già detto in precedenza

#### La biblioteca pubblica
Anche se non si conosce quasi nulla dell'operato del primo bibliotecario, Gustavo Adolfo Unger, per mancanza di relazioni e resoconti, nel 1877 si contarono 3.700 libri in più rispetto al patrimonio del 1869 e la presenza di 128 giornali scientifici e di carattere industriale. Inoltre, sempre nello stesso arco di tempo, gli ingressi nella biblioteca furono 1.835.
Nel 1880 a condurre la biblioteca venne chiamato Leonardo Perosa, il quale manterrà il mandato fino alla sua morte avvenuta nel 1904. Pur affrontando una situazione economica difficile, che lo costrinse anche a interrompere temporaneamente l'acquisto dei periodici e delle opere in continuazione, incrementò il patrimonio librario di partenza di circa 10.000 volumi grazie ad acquisizioni e donazioni. Questo accrescimento si orientò soprattutto verso materiali e riviste, italiane e straniere, di carattere scientifico e letterario. Il compito più importante al quale si dedicò Leonardo Perosa fu il riordino di parte del fondo storico conservato dalla biblioteca. Infatti, formò il catalogo dei manoscritti diviso in 9 classi, il catalogo alfabetico dei soggetti, il catalogo degli incunaboli e delle aldine, e il riordino delle buste e delle filze in volumi rilegati.
Nel 1905 Arnaldo Segarizzi venne incaricato dall'Istituto Veneto, organo scelto da Giovanni Querini per vigilare sull'operato della Fondazione (tuttora svolge questo compito), di riorganizzare la biblioteca della Fondazione, un compito al quale adempierà fino alla sua morte avvenuta nel 1924. Durante il suo mandato, attraverso delle acquisizioni mirate in particolar modo al campo delle scienze applicate, cercò di creare una biblioteca in grado, grazie ad un ampio spettro di materie che la biblioteca poteva offrire, di attirare un maggior numero di studiosi. In questo senso venne riordinato lo spazio interno. Dapprima, dopo aver introdotto la scaffalatura in legno e ferro, suddivise la biblioteca in due sale di consultazione a scaffale aperto: una per la consultazione del materiale appartenente al fondo antico ed una per la consultazione di quello proveniente dal fondo moderno. Successivamente, con l'aumento del numero d'ingressi dei lettori e degli studiosi (in seguito alla decisione di aprire le sale anche agli studenti di scuola superiore), Arnaldo Segarizzi decise di aprire una terza sala di consultazione e di ampliare la sala di lettura. In ultima, per agevolare la consultazione, approntò un nuovo catalogo a cui applicò le più moderne acquisizioni della biblioteconomia, cioè l'adozione delle schede di formato internazionale e la realizzazione di uno dei primi esempi in Italia di catalogo per soggetti.
Tra il 15 novembre del 1917 e il 13 maggio del 1918, la biblioteca rimase chiusa a causa dell'imperversare della Grande Guerra.
Nel 1926 il conte Pietro Orsi, in qualità di membro effettivo dell'Istituto Veneto, incaricò Manlio Dazzi a dirigere la Fondazione, ruolo che manterrà fino al termine della guerra. Durante gli anni del regime fascista, in accordo con l'amministrazione della Fondazione, fece scelte coraggiose come la decisione di non togliere dal catalogo le schede degli autori ebrei in seguito all'emanazione delle leggi razziali. Al termine del conflitto, curò lo sviluppo delle raccolte privilegiando le discipline umanistiche, con particolare attenzione alla letteratura. Inoltre, applicò, come già aveva fatto alla Biblioteca Malatestiana di Cesena, alcune tecniche della biblioteconomia moderna come la rilevazione dei dati statistici relativi alle acquisizioni bibliografiche e come la classificazione in 18 gruppi di materie del materiale acquisito.
Nell'immediato secondo dopoguerra Piero Monico fu nominato, su incarico del Cln Veneto, commissario straordinario della Fondazione che poi continuò ad amministrare per 19 anni, sino al 1964. A lui sarà poi dedicato nel 2015 un salone della Biblioteca.
Durante la direzione di Giuseppe Mazzariol, sino al 1974, crebbe il ruolo della Biblioteca anche come organizzatrice di eventi culturali, che ebbe profondi riflessi sull'accrescimento delle raccolte librarie.
Il volto odierno della Biblioteca si definì durante la direzione di Giorgio Busetto, direttore dal 1984 al 2004. Nel 1982, una convenzione con il Comune di Venezia riconobbe la Biblioteca Querini Stampalia come una Biblioteca civica. A questa nuova veste si ricollegano l'acquisizione di materiale inerente alla storia veneta, di libri di letteratura contemporanea e di opere adatte a esigenze informative di livello medio. Alla fine degli anni ottanta, l'attività di ristrutturazione della sede e di ammodernamento dei servizi proseguì con il riallestimento dello scaffale aperto e l'ingresso nel catalogo collettivo del Servizio Bibliotecario Nazionale. Dal 2001, invece, venne realizzata l'emeroteca e il completamento dell'informatizzazione delle sale con la copertura wi-fi.

#### Fondo moderno
Il fondo moderno comprende attualmente oltre 250.000 titoli, fra monografie e periodici, configurandosi come la raccolta di una biblioteca di carattere generale, i cui materiali coprono tutte le classi del sapere, con alcune specializzazioni che riguardano soprattutto le discipline artistiche e la Storia del Veneto.
La collezione moderna comprende inoltre delle raccolte speciali derivate da lasciti e donazioni, tra cui: 
- Fondo Buonafalce. Nel 2010 lo studioso di crittologia classica Augusto Buonafalce ha fatto dono alla Fondazione di parte della sua biblioteca: sono entrati nelle collezioni circa 200 volumi che costituiscono una raccolta specialistica di crittologia medievale e rinascimentale.
- Fondo Camerino. A seguito delle leggi razziali fasciste Aldo Camerino, traduttore e critico letterario di origine ebraica, già collaboratore della Fondazione, si trovò costretto dalle conseguenti difficoltà finanziarie a cedere la sua biblioteca comprendente 5.000 volumi di letteratura contemporanea in lingua originale, francese, inglese e italiana, con alcuni esemplari in tedesco e russo. Il fondo fu acquisito dalla Fondazione per sostenerlo.
- Fondo Cattani. All'inizio degli anni novanta del secolo scorso il padovano Adriano Cattani ha donato la sua raccolta di volumi e periodici di storia postale e filatelia. Si tratta di alcune centinaia di monografie e di circa 50 riviste, alcune delle quali tuttora in uso.
- Fondo Lucion. Nel 1972 il belga Pierre Lucion, già alto funzionario della Comunità Economica Europea e assiduo frequentatore di Venezia, destinò alla Fondazione la maggior parte della sua biblioteca. I circa 3.000 volumi, prevalentemente in lingua francese, trattano di letteratura, filosofia, storia, religione e geografia.
- Fondo Moretti. Nel 2009 i fratelli Carlo e Giovanni Moretti, titolari dell'omonima azienda vetraria di Murano, donarono alla Fondazione un fondo specialistico, costituito da circa 270 volumi dedicati alla storia e all'arte del vetro.
- Fondo Piamonte. Il fondo, ricevuto dalla Fondazione nel 2003 per lascito testamentario di Giannina Piamonte, è composto da materiali d'archivio e da circa un migliaio di volumi, tra testi moderni e opere antiche, prevalentemente di storia e cultura veneziana, in corso di catalogazione.
- Fondo Sarfatti. Nel 2003 Magali Sarfatti Larson e Roberto Sarfatti donarono alla Fondazione circa 300 volumi appartenuti alla nonna, la scrittrice e critico d'arte Margherita Sarfatti. Il fondo ne documenta gli interessi artistici e letterari e i rapporti che intratteneva con alcune personalità di spicco della sua epoca.
- Fondo Stefani. Nel 2002 la Fondazione ha ricevuto dagli eredi di Mario Stefani la donazione di un fondo contenente materiali bibliografici, artistici e documentari appartenuti al poeta veneziano. La raccolta libraria, costituita da circa 3.000 volumi, comprende prevalentemente edizioni di opere poetiche e letterarie (spesso di editori locali) che offrono un panorama dell'ambiente culturale legato alla sua attività.
- Fondo Trentin Baratto. Il fondo in corso di catalogazione, costituito da circa 350 volumi di letteratura francese, è stato donato nel 2014 dagli eredi della professoressa Franca Baratto Trentin.
- Fondo Treves. Il fondo, costituito da oltre 6.000 testi di filologia classica, insieme a varie edizioni dei classici greci e latini, fu donato nel 1994 da Janet Thompson, moglie del docente veneziano Piero Treves. La raccolta rappresenta il nucleo principale della sua biblioteca personale, mentre una sezione dedicata alla storia della storiografia venne lasciata all'Istituto italiano per gli studi storici di Napoli.[17]

## Museo
Allestito al secondo piano di Palazzo Querini Stampalia, il Museo deve le sue raccolte alle collezioni artistiche formatesi nel corso della storia della famiglia a cui si sono affiancate acquisizioni e donazioni intervenute dopo la nascita della Fondazione.
Si propone al pubblico come una casa museo in cui sono esposte una collezione di dipinti, che vanno dal XIV al XX secolo, prevalentemente di scuola veneta, arredi settecenteschi e neoclassici, sculture, lampadari in vetro di Murano, porcellane, oggetti d'arte e suppellettili. Al pari della Biblioteca anche il Museo, nel corso degli anni, è stato interessato da interventi di restauro e riallestimento, che, dalla prima apertura, voluta nel 1872 dai curatori dell'epoca Roberto Boldù, Giacinto Namias e Giambattista Lucetti, attraverso lo smantellamento nei periodi bellici e nuove scelte espositive, gli hanno conferito l'aspetto attuale.
Del percorso museale fa parte inoltre l'area al piano terra oggetto dell'intervento di restauro di Carlo Scarpa negli anni sessanta del secolo scorso.

### Spazi e servizi
- superficie totale: 1.670 m²
- area visitabile: 1.540 m² (di cui 830 m² al secondo piano e 710 m² tra giardino e area Scarpa)
- depositi artistici: 150 m²
- servizi di accoglienza al piano terra: 385 m²
- sale espostitive: 17
- dipinti esposti: 172
- arredi esposti: 204
- porcellane e oggetti esposti: 327
- audioguide in lingua italiana, inglese e francese
- visite guidate
- materiali informativi in lingua italiana, inglese, francese, tedesca, spagnola e russa.

### Collezioni antiche
L'origine della committenza artistica dei Querini, che risale alle nozze tra Francesco Querini e Paola Priluli, celebrate nell'aprile del 1528 e in occasione della quale Jacopo Palma il Vecchio realizzò i ritratti degli sposi, segna anche l'inizio della costituzione delle collezioni antiche, crescita che si protrasse fino alla fine del '700. Nei secoli successivi altri pittori, tra cui Marco Vecellio, Sebastiano Bombelli e Nicolò Cassana, vennero chiamati a ritrarre i membri illustri della famiglia. Contemporaneamente, artigiani e pittori furono incaricati di abbellire le sale del palazzo con stucchi, affreschi (realizzati in gran parte da Jacopo Guarana nella seconda metà del Settecento) e cicli pittorici. Fanno parte di questi ultimi due nuclei del '700 affidati da Andrea Querini a Pietro Longhi e Gabriel Bella, i quali realizzarono, rispettivamente, la serie dei Sette Sacramenti e un insieme di 67 tele di Scene di vita veneziana, originariamente predisposte per la casa di campagna.
Tra le principali opere si possono distinguere: 
- Dipinti. Per un totale di circa 400 dipinti, tra gli artisti presenti figurano Andrea Schiavone con la Conversione di San Paolo, Giovanni Bellini con la Presentazione al Tempio, Jacopo Palma il Vecchio e il pronipote Jacopo Palma il Giovane, con, tra le altre opere, un Autoritratto, Lorenzo di Credi, Giambattista Langetti, Bernardo Strozzi, Marco e Sebastiano Ricci con le tre tele, quest'ultimo, che compongono l'Allegoria del giorno, Giambattista Tiepolo con il Ritratto di un Dolfin Procuratore e Generale da Mar, Pietro Liberi, Luca Giordano, Pietro Longhi di cui sono esposte 30 tele che comprendono i due cicli della Caccia in valle e dei Sette Sacramenti e Gabriel Bella con le sue opere dedicate alle feste, alle magistrature, alle regate e alle cerimonie ufficiali della Repubblica di Venezia.[22]
- Sculture. Questo nucleo comprende alcune opere di grande qualità, in particolare sette busti marmorei, raffiguranti filosofi, un giovane allievo e una coppia di santi (San Giovanni Evangelista e San Giovanni Battista), scolpiti dall'artista barocco Michele Fabris, detto l'Ongaro. Sono esposti nella sala del portego insieme al Busto del cardinale Angelo Maria Querini di Giacomo Cassetti e un bozzetto in creta di Letizia Bonaparte realizzato da Antonio Canova nel 1805 e regalato a Giovanni Querini da Giovanni Battista Sartori nel 1857.[23]
- Disegni e stampe. Il fondo queriniano comprende 34 disegni antichi, tra cui opere di Gian Francesco Penni (Incoronazione di Carlo Magno), Ludovico Carracci, Tintoretto, Marco Ricci e delle scuole di Giovanni Bellini e Tiziano.[24] Ben più consistenti sono le collezioni di stampe: 2634 stampe sciolte e circa 200 volumi illustrati, con opere di incisori veneti dal XV al XVIII secolo.[25]
- Arredi. Tra gli arredi esposti, per la gran parte di manifattura veneziana del Settecento, figurano consolle, specchiere, due salotti e una camera da letto. Un terzo salotto, invece, è opera ottocentesca dell'architetto Giuseppe Jappelli.[26]
- Porcellane. Il Museo conserva un servizio in porcellana di Sèvres, composto da 244 pezzi e corredato da figurine e vasetti in bisquit che vennero acquistati a Parigi nel 1795-96 da Alvise Querini.[27]
- Oggetti d'arte. Testimonianza degli interessi e della vita quotidiana della famiglia sono anche gli oggetti artistici che completano l'allestimento delle sale, tra cui un fondo sei-settecentesco di strumenti musicali,[28] una collezione di orologi da tavolo[29] e degli esemplari di globi celesti e terrestri.
- Monete e medaglie. Anche la collezione numismatica dei Querini, poi confluita nel museo, era consistente: 2616 pezzi, tra cui ben 870 monete greche e romane, 141 monete veneziane e 429 monete e medaglie moderne (italiane e straniere). La collezione subì perdite nel saccheggio del palazzo messo in atto nel 1849 dai Patrioti del Circolo Italiano.[30]

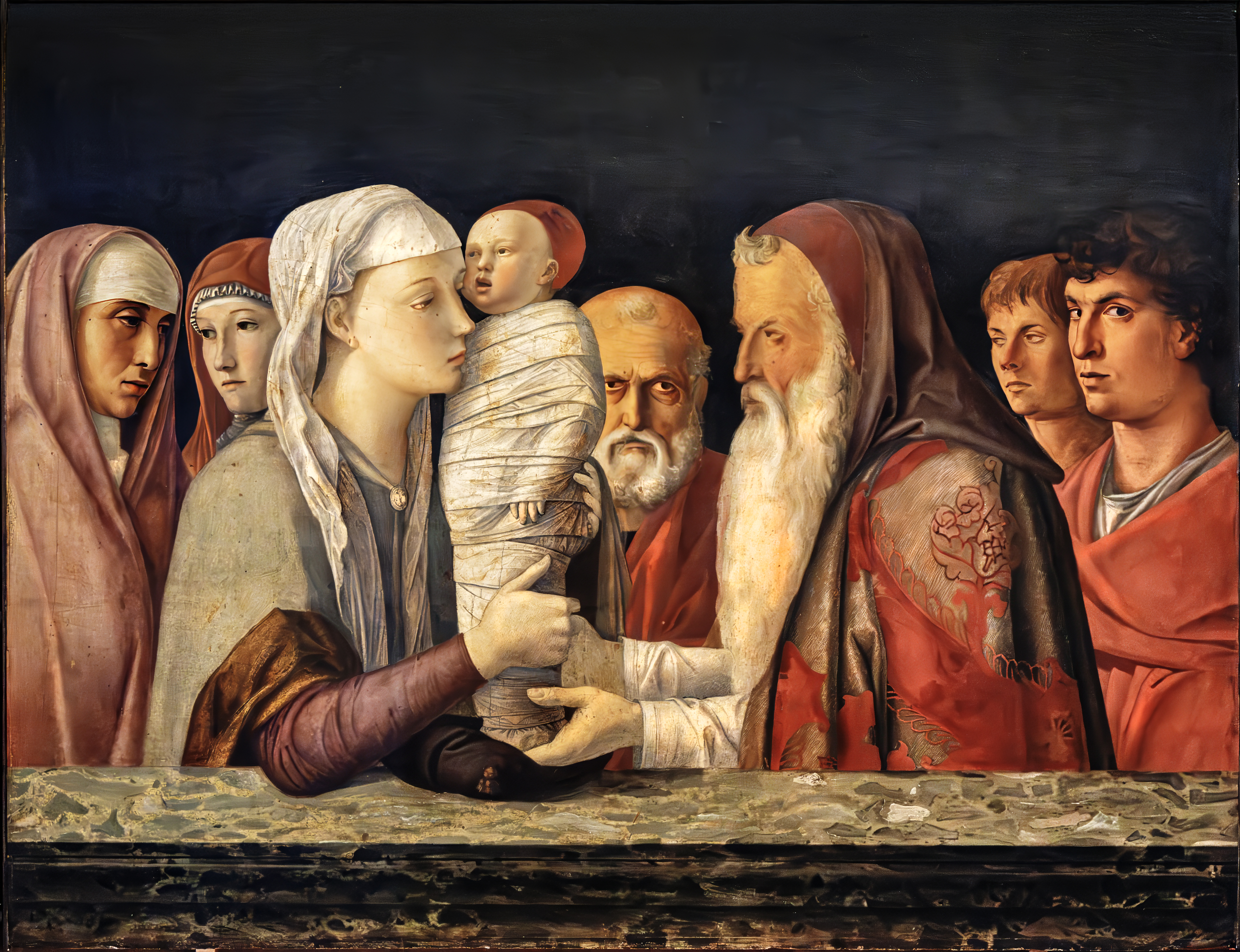
Giovanni Bellini, Presentazione al Tempio
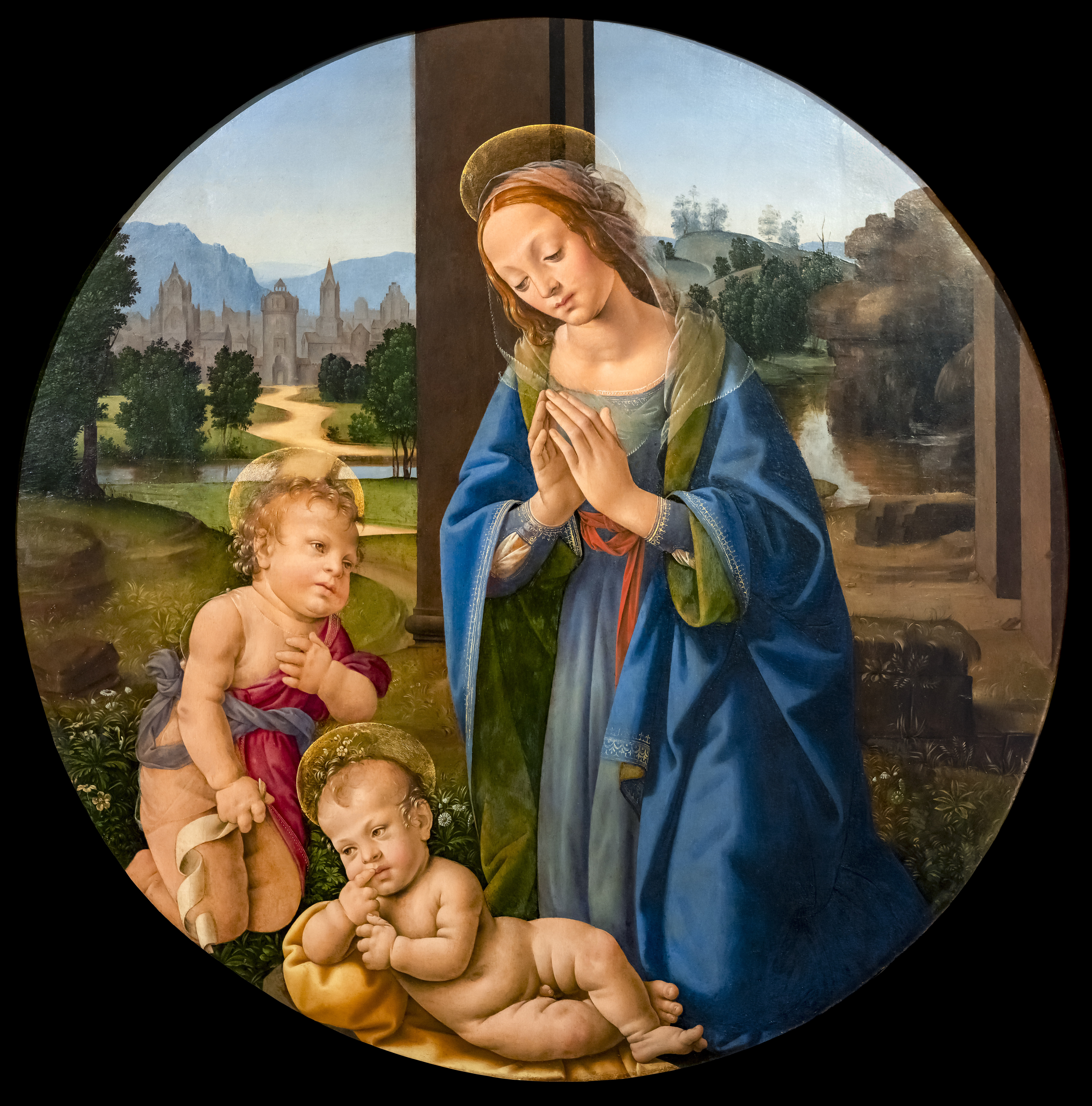
Lorenzo di Credi, Adorazione del Bambino
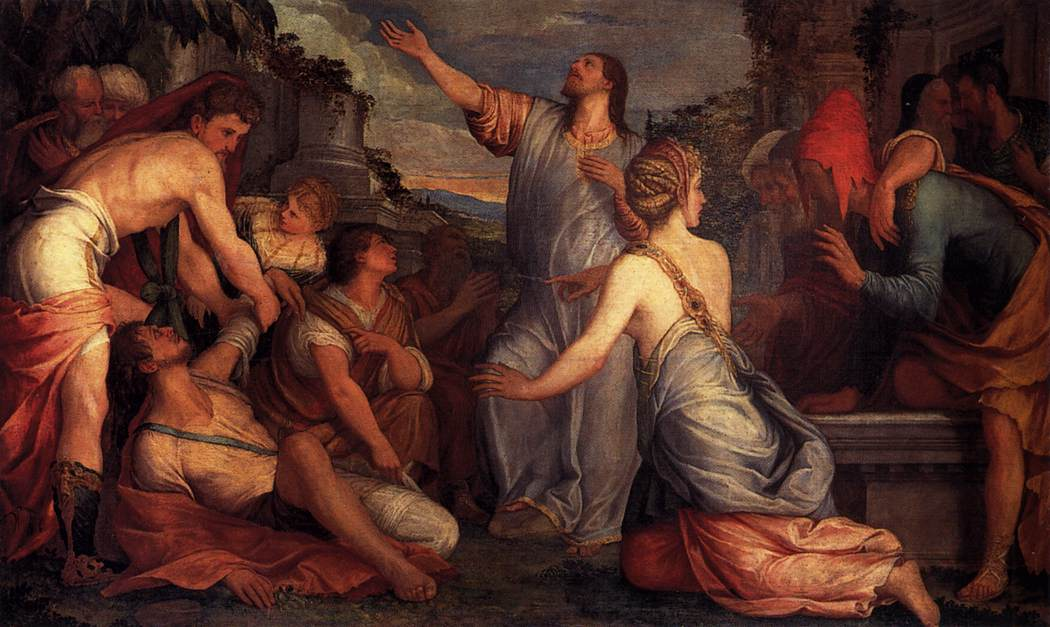
Giuseppe Salviati, Resurrezione di Lazzaro
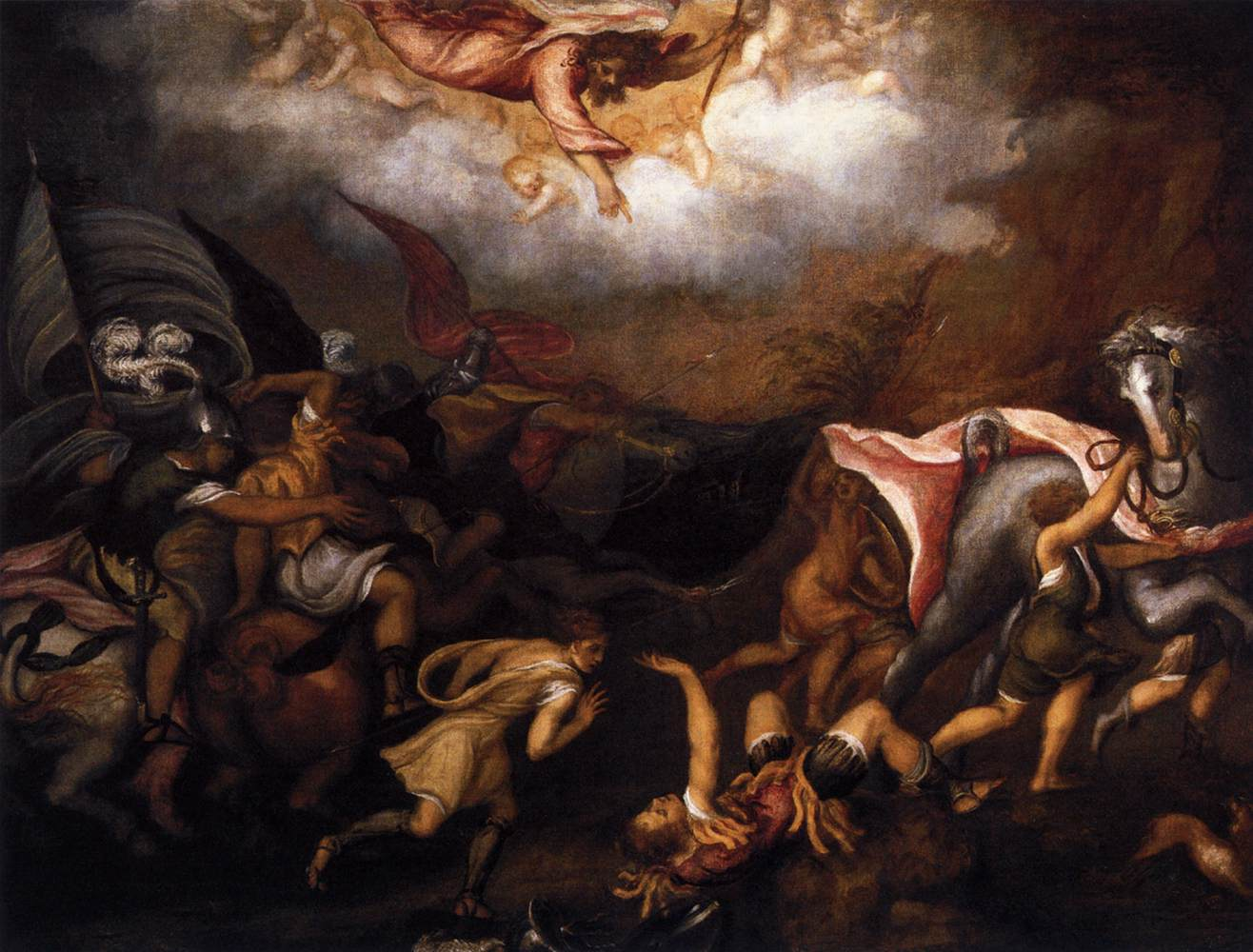
Andrea Schiavone, Conversione di San Paolo
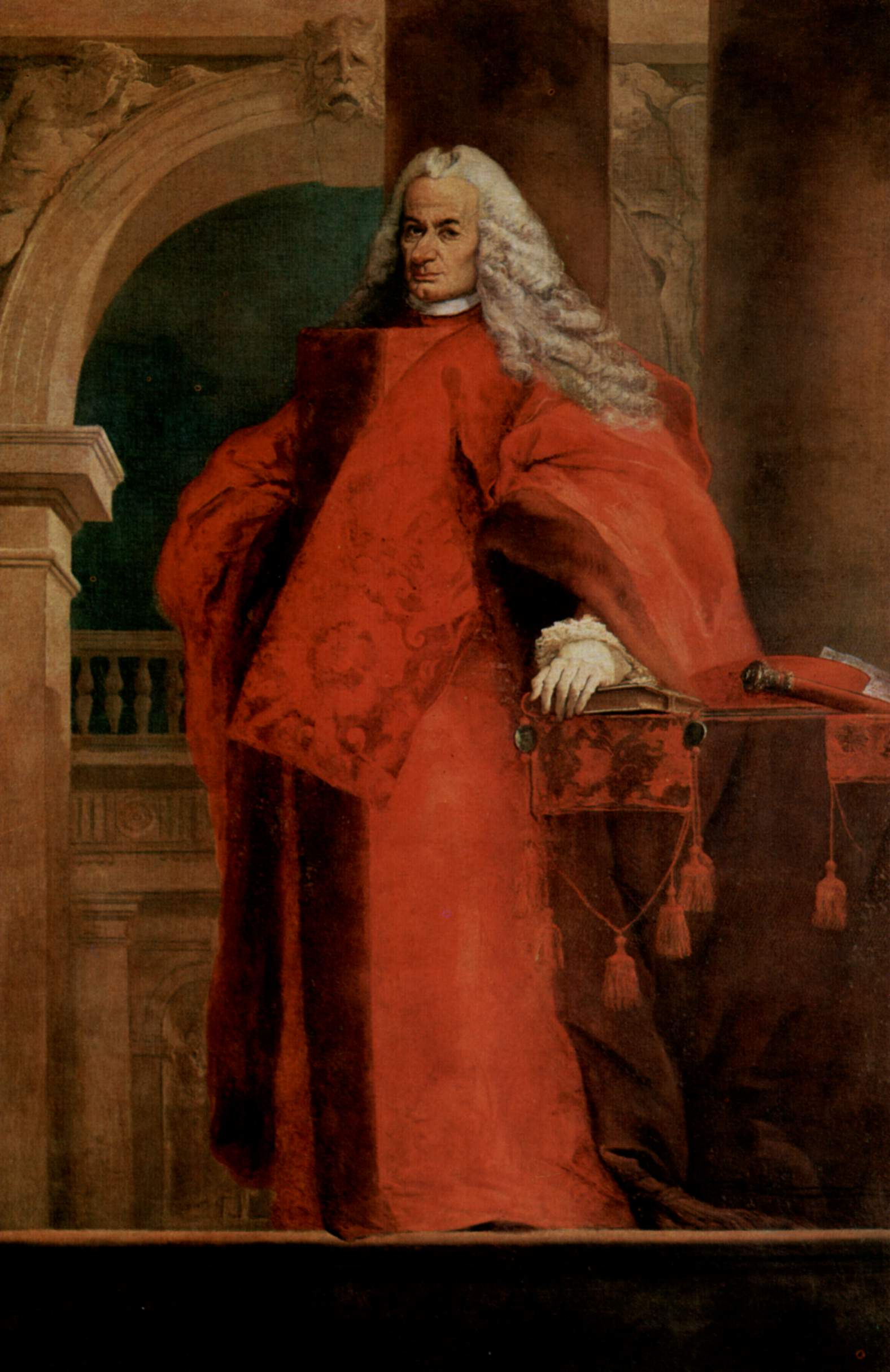
Giambattista Tiepolo, Ritratto di procuratore
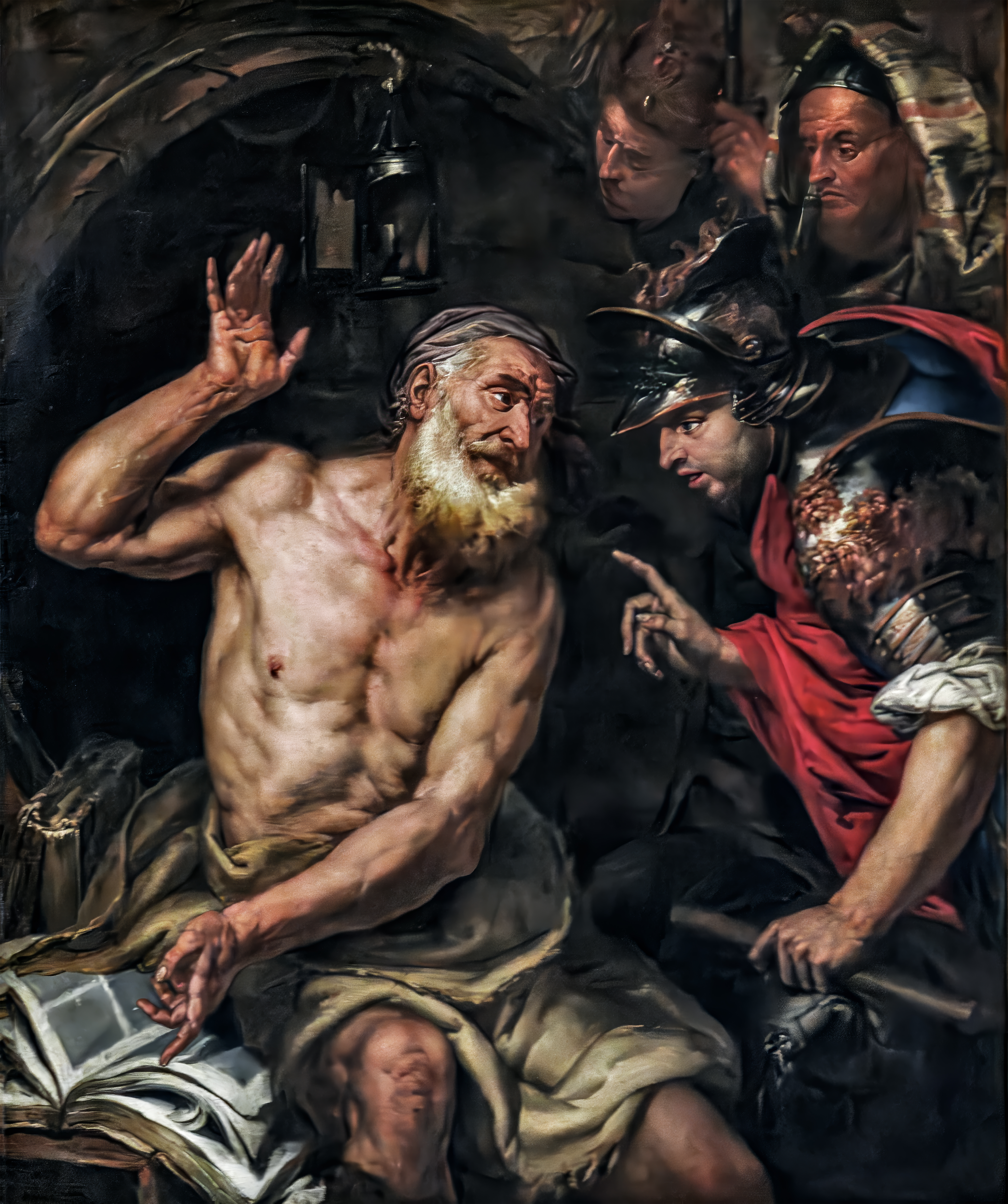
Giambattista Langetti, Diogene e Alessandro
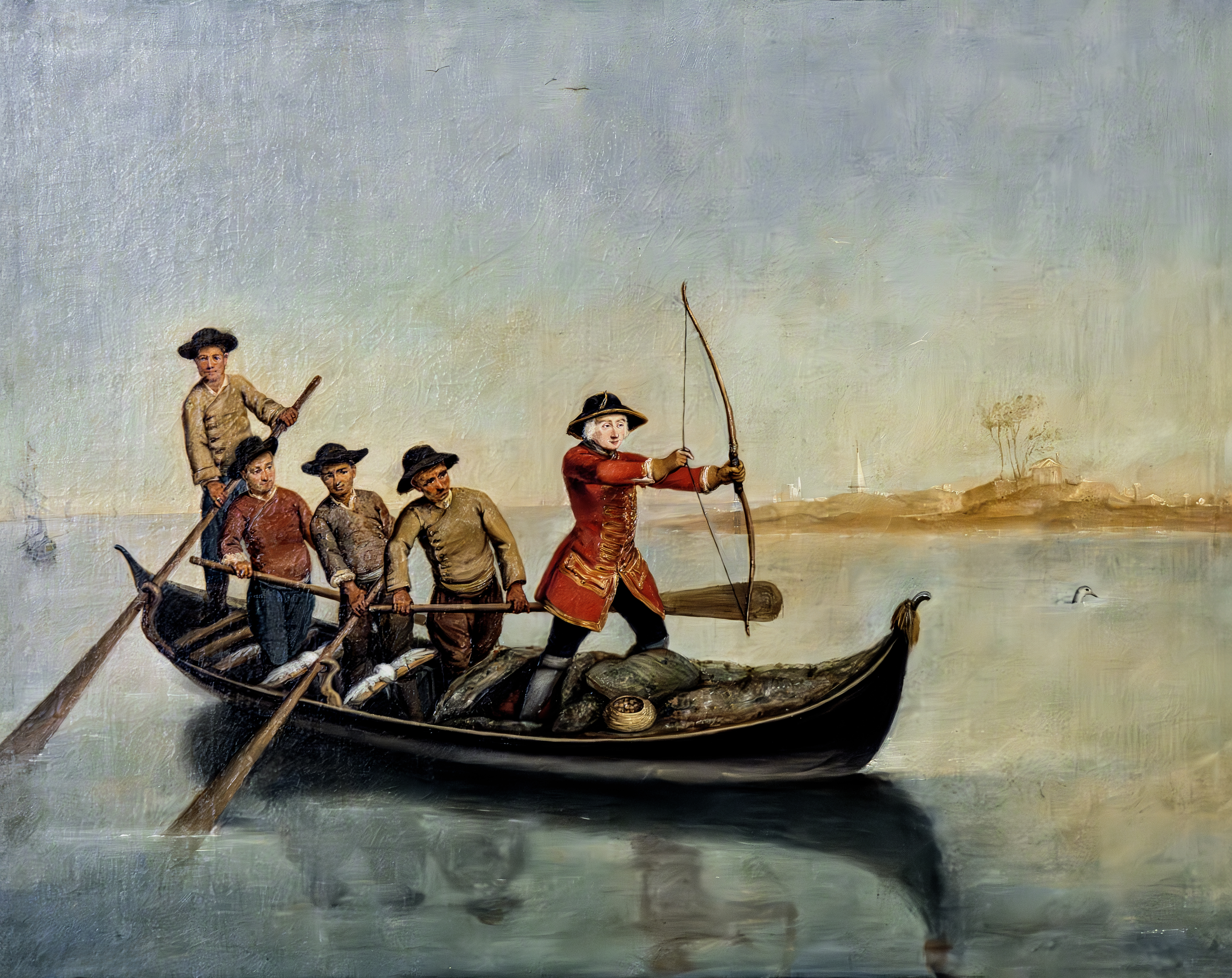
Pietro Longhi, Cacciatori sulla Laguna
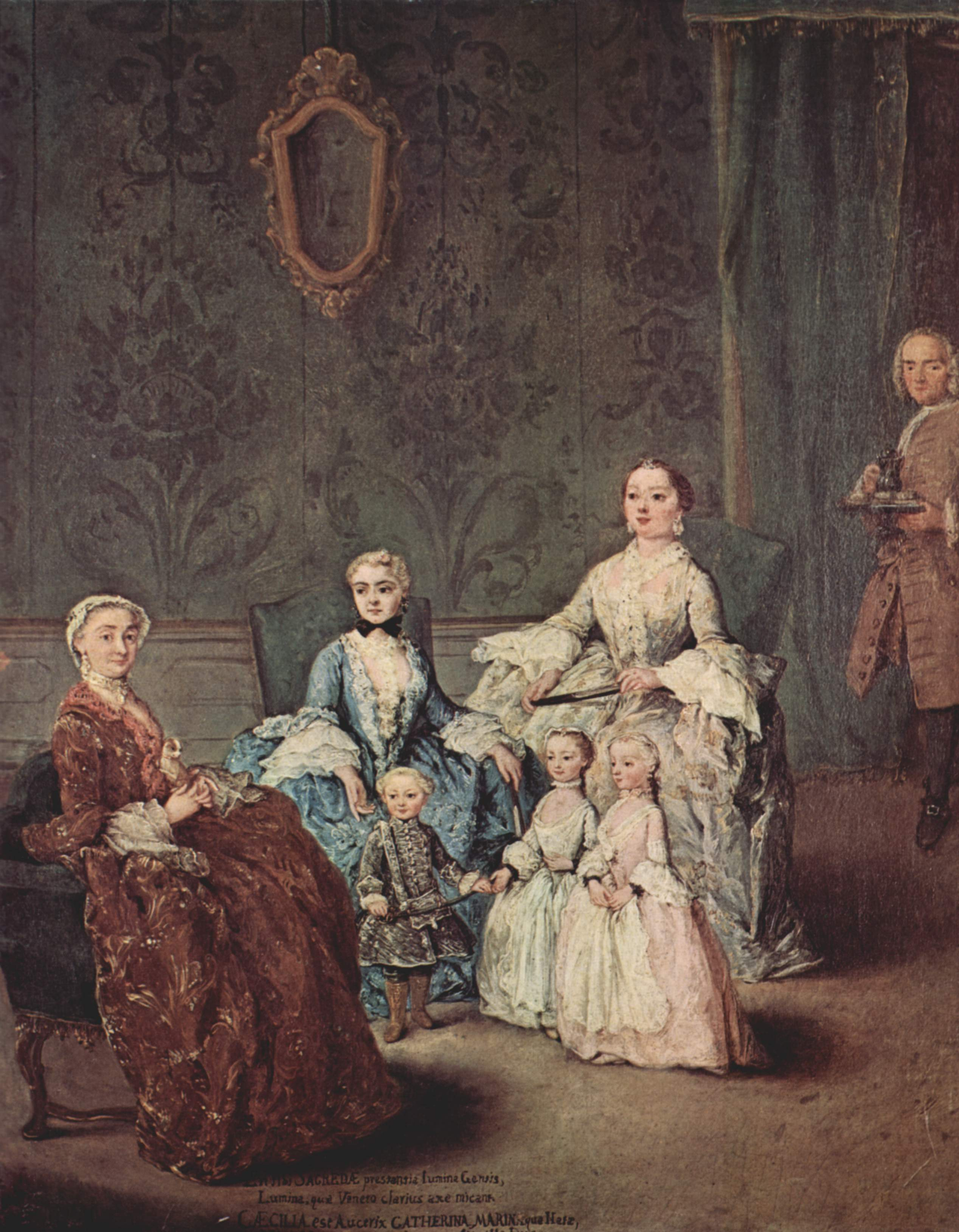
Pietro Longhi, Ritratto della famiglia Sagredo
Gabriel Bella, Funerali del doge

### Collezioni moderne

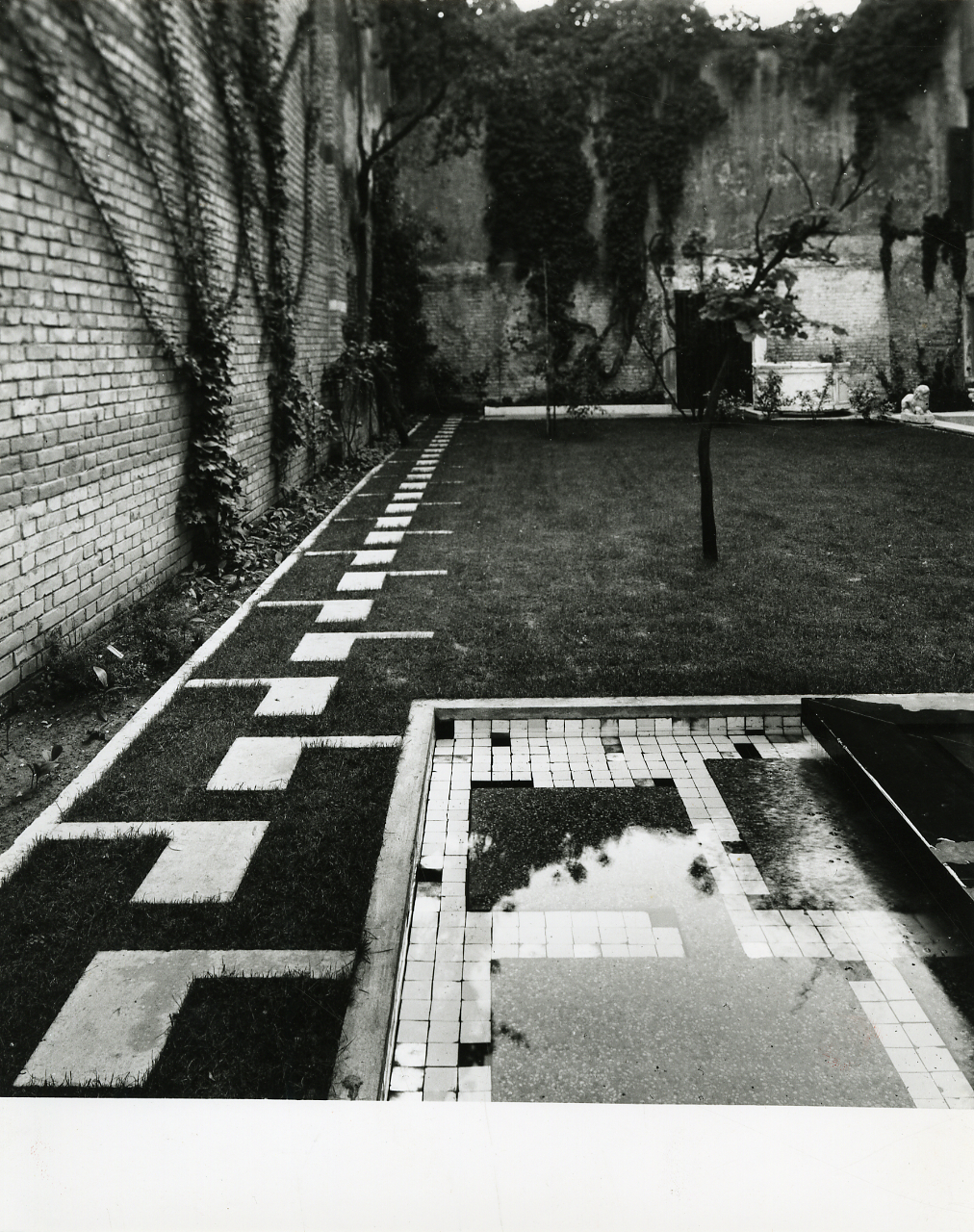
Mosaico di Mario Deluigi nel giardino progettato da Carlo Scarpa. Foto di Paolo Monti, 1963.

Dopo la nascita della Fondazione, le raccolte artistiche si arricchirono tramite acquisti e grazie a donazioni di privati. Sono entrate a far parte delle collezioni alcuni dipinti, sculture novecentesche e opere di arte contemporanea.
I fondi principali sono:
- Fondo Mazzariol. Nasce nel 1992 dalla volontà di ricordare Giuseppe Mazzariol, direttore della Fondazione dal 1958 al 1974, e la sua attività di storico e critico d'arte. Donate dagli artisti stessi, il fondo comprende opere di Edmondo Bacci, William Congdon, Mario Deluigi, Virgilio Guidi, Le Corbusier, Augusto Murer, Zoran Music, Fabrizio Plessi, Alberto Viani ed Emilio Vedova; una sezione di architettura e design con opere di Gae Aulenti, Mario Botta e Achille Castiglioni.[31]
- Fondo Da Venezia. Il pittore Eugenio Da Venezia nel 1990 ha donato alla Fondazione un fondo di opere e un lascito destinati ad un progetto di riscoperta dell'arte figurativa veneziana del suo tempo. Il fondo si è poi arricchito di altri disegni e dipinti offerti dai suoi eredi e da altri collezionisti.[32][33]
- Fondo Padoan. Nel 2001 Reanato Padoan ha donato alla Fondazione una raccolta di oggetti d'arte appartenuta ai genitori, proprietari di un negozio di antiquariato a Venezia. La collezione è composta da porcellane, maioliche, argenti, bronzi, smalti, cristalli e vetri.[34]
- Arte contemporanea. La raccolta, frutto della donazione di una loro opera da parte di artisti che hanno esposto in Fondazione, comprende tra gli altri Mona Hatoum, Ilya Kabakov, Joseph Kosuth, Giulio Paolini, Kiki Smith e Qiu Zhijie.[2]

### Area Carlo Scarpa

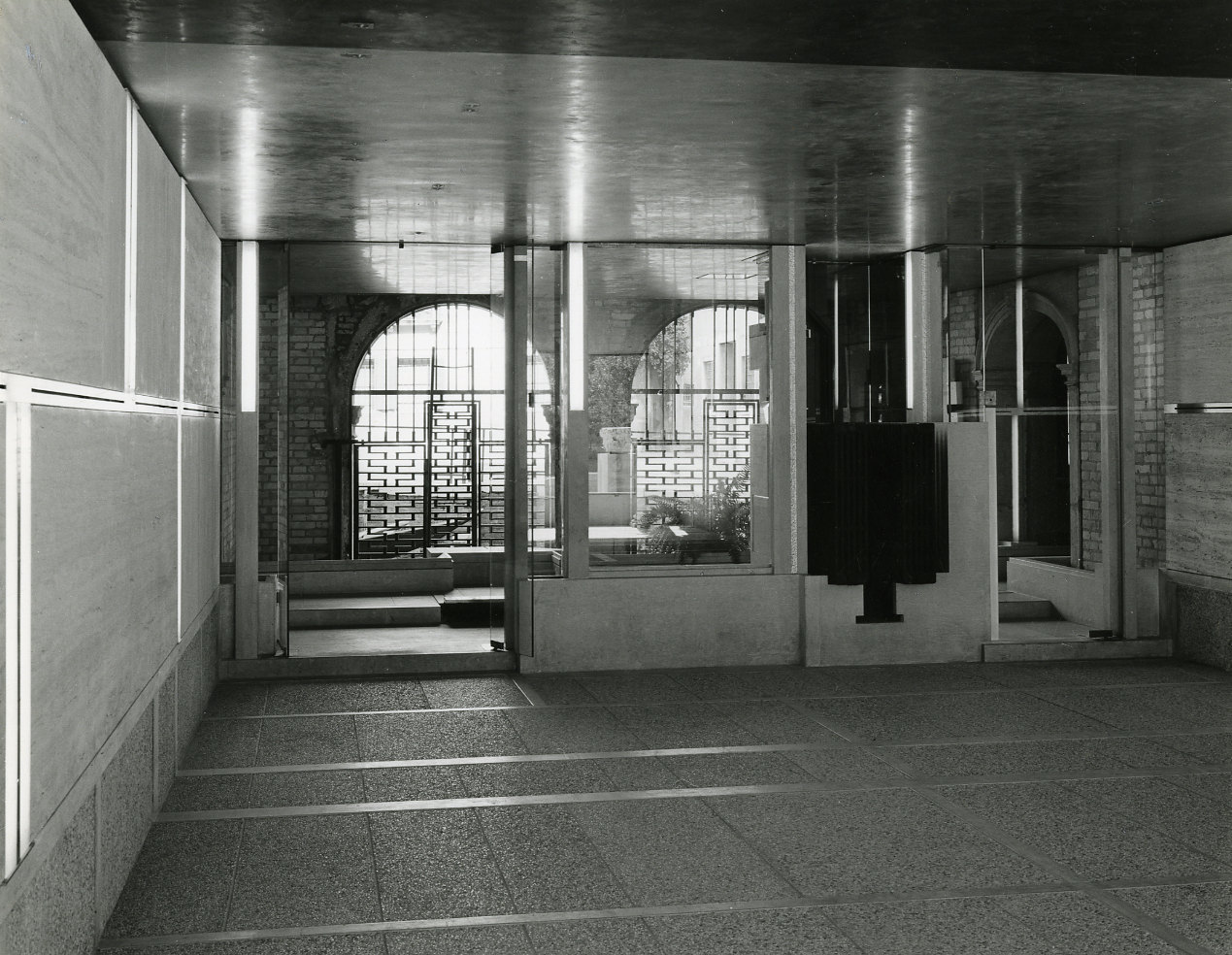
Interni. Foto di Paolo Monti, 1963

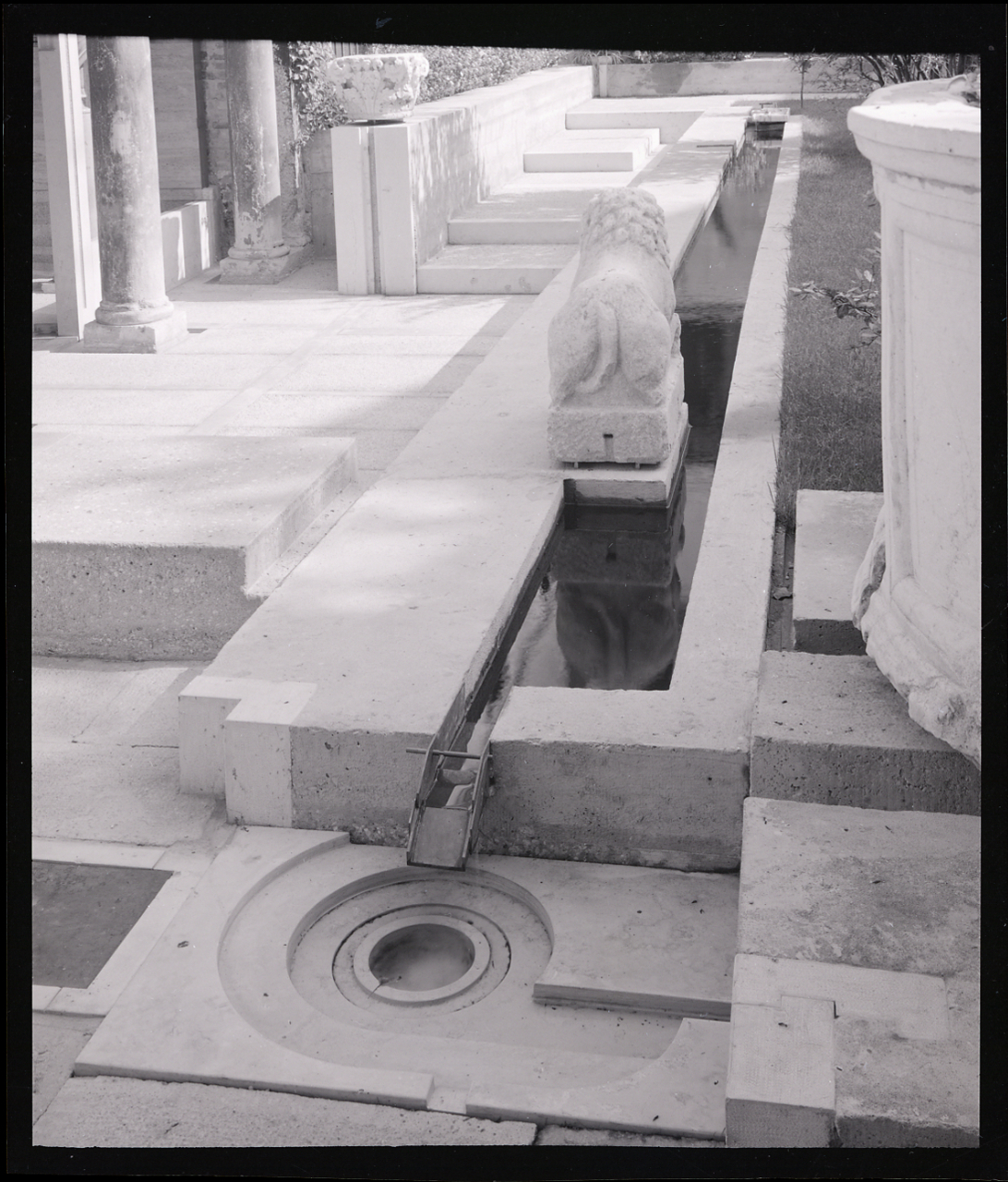
Fontana nel giardino, dettagli. Foto di Paolo Monti, 1963

Nel 1949 il Consiglio di Presidenza della Fondazione decise di dare inizio al restauro di alcune zone del Palazzo. Manlio Dazzi, allora direttore, affidò a Carlo Scarpa il compito di risistemare parte del piano terra, reso inutilizzabile dal frequente fenomeno dell'acqua alta, e il giardino sul retro. Il restauro partì solo dieci anni dopo, durante la direzione di Giuseppe Mazzariol, amico e sostenitore di Scarpa, e si concluse nel 1963. L'intervento, che vide l'eliminazione delle precedenti operazioni ottocentesche e il risanamento delle murature, si articolò su quattro temi: il nuovo ponte d'accesso al Palazzo, l'entrata con le barriere di difesa dall'alta marea, il portego progettato per fornire uno spazio da destinare a mostre e conferenze e il giardino.

La ristrutturazione di Carlo Scarpa nelle foto di Paolo Monti, 1963
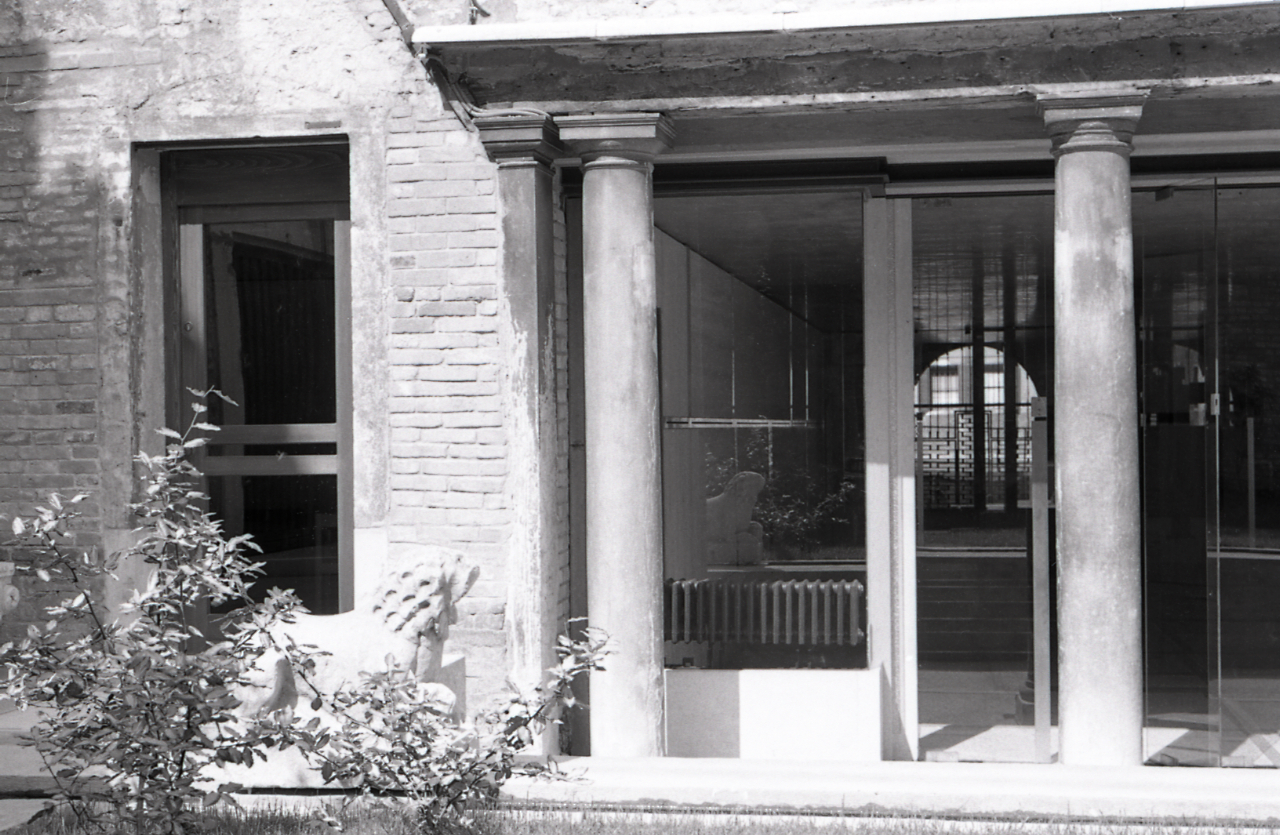
Ingresso
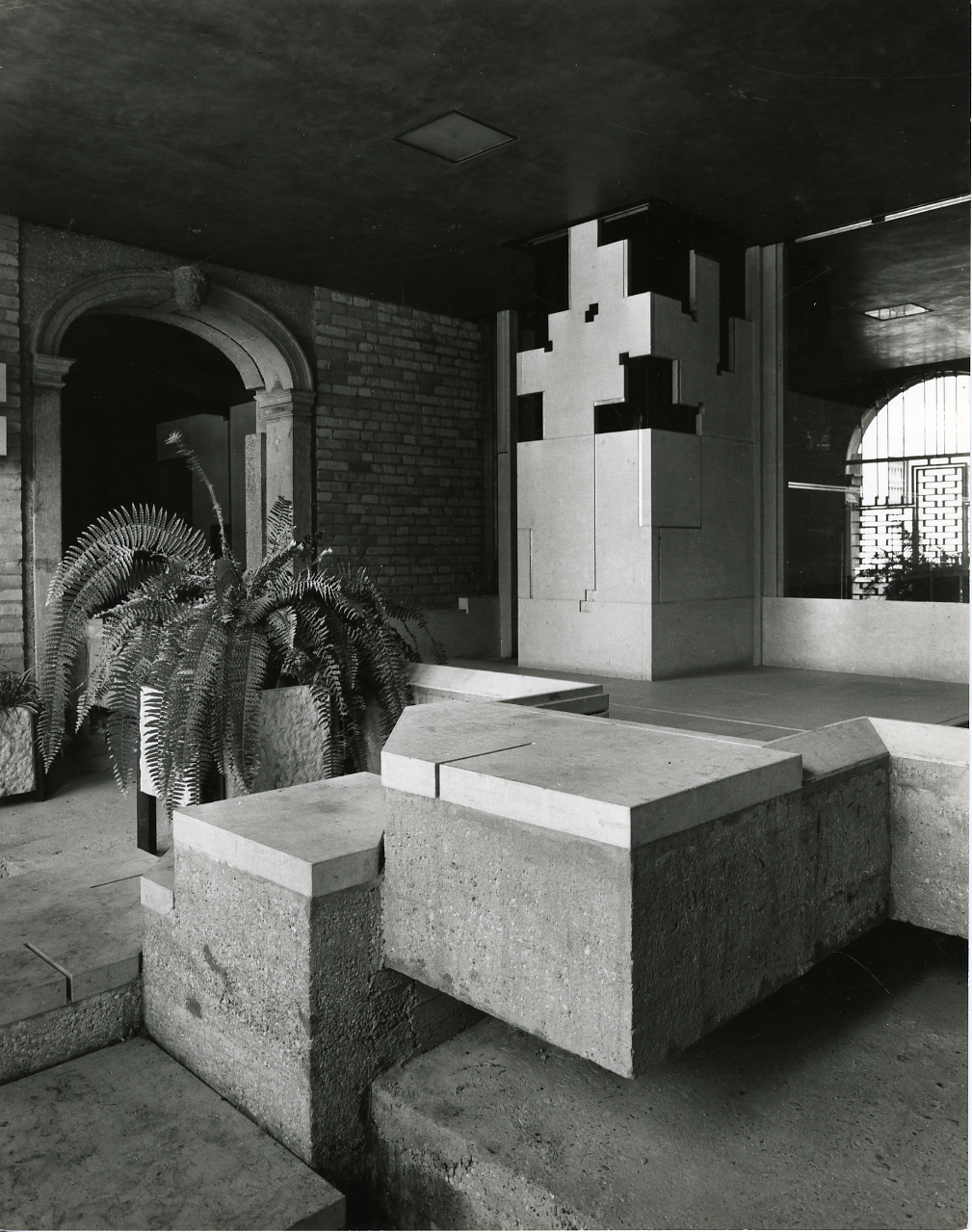
Atrio
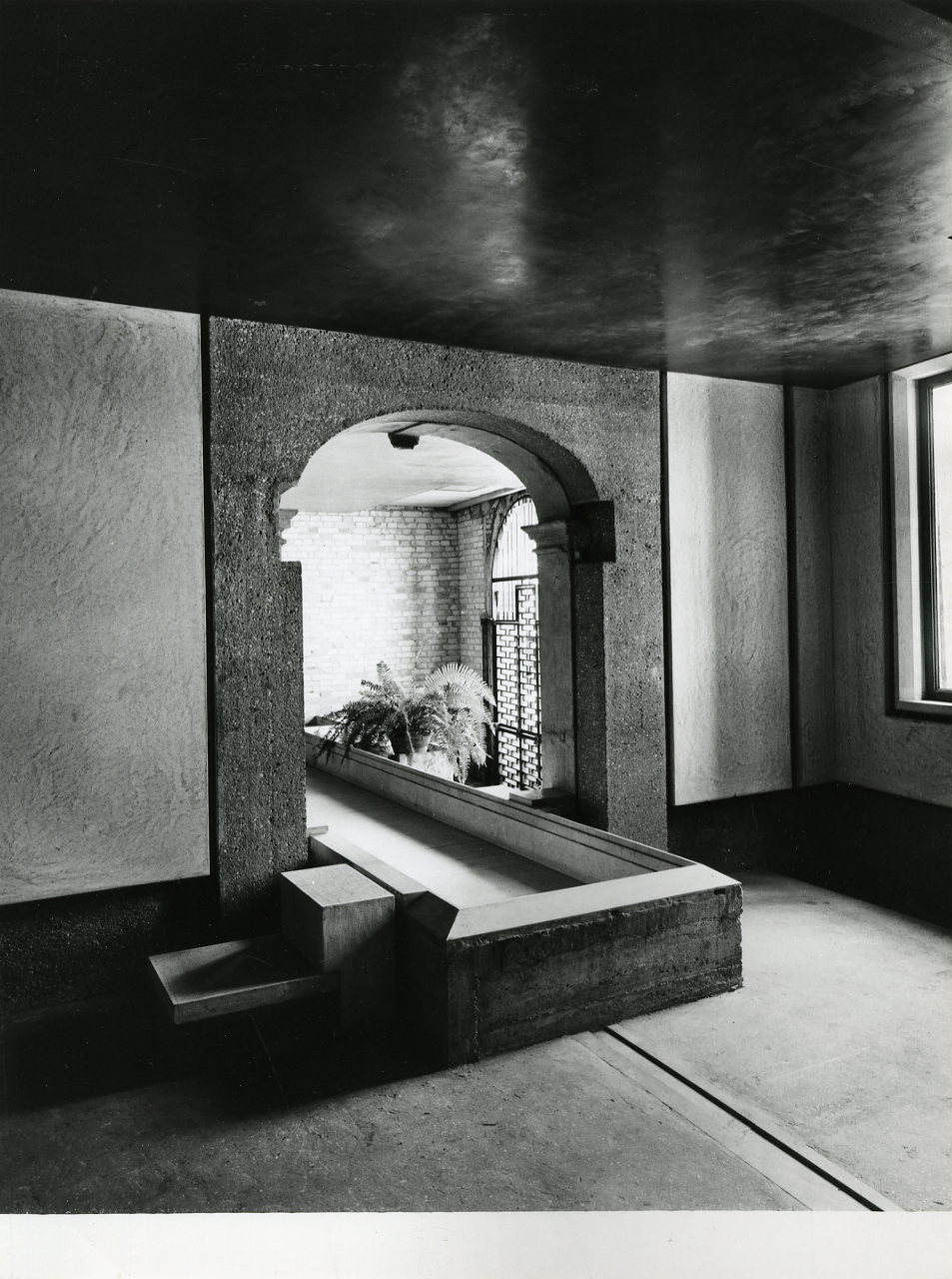
Interni
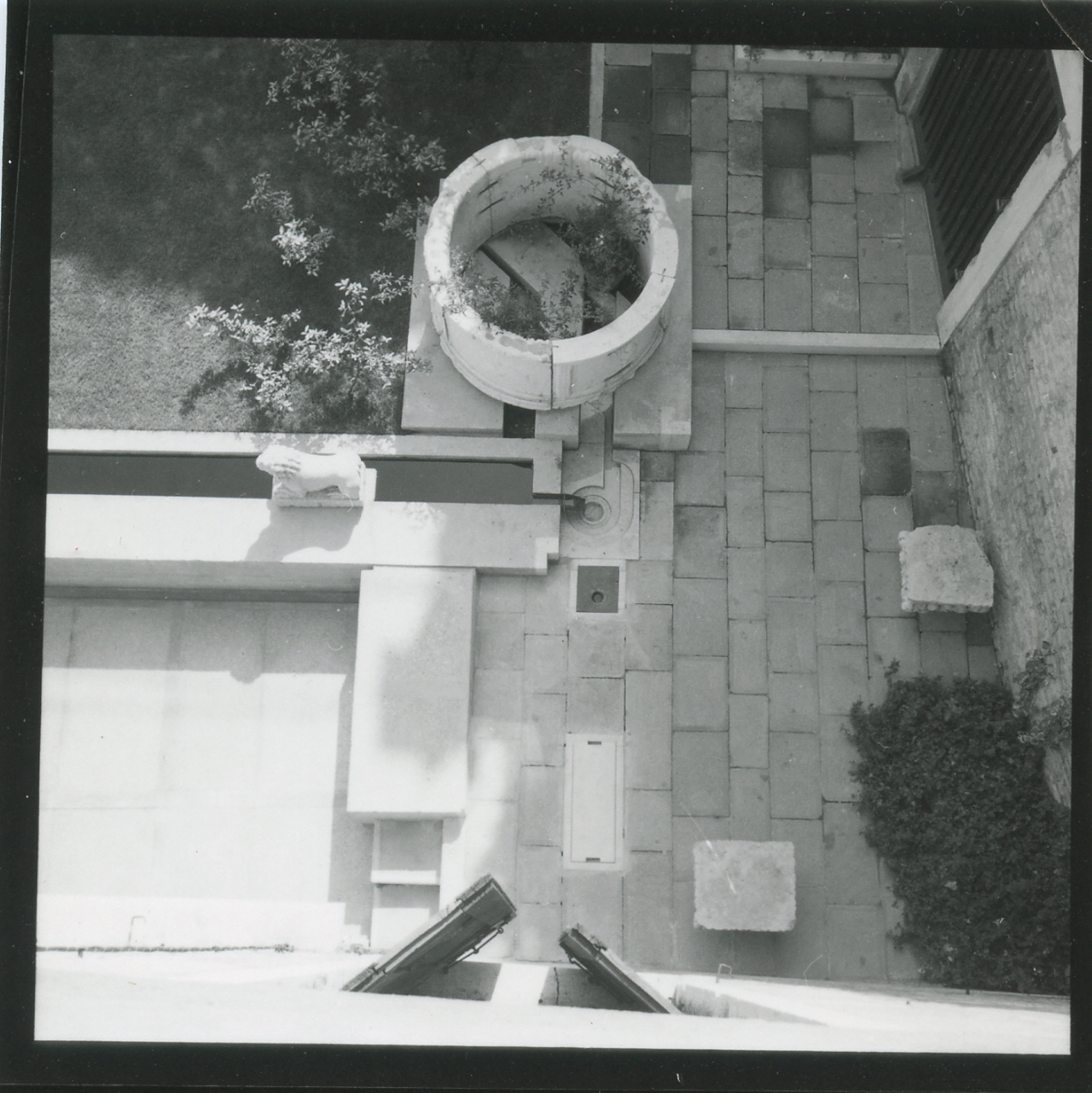
Giardino, vista dall'alto
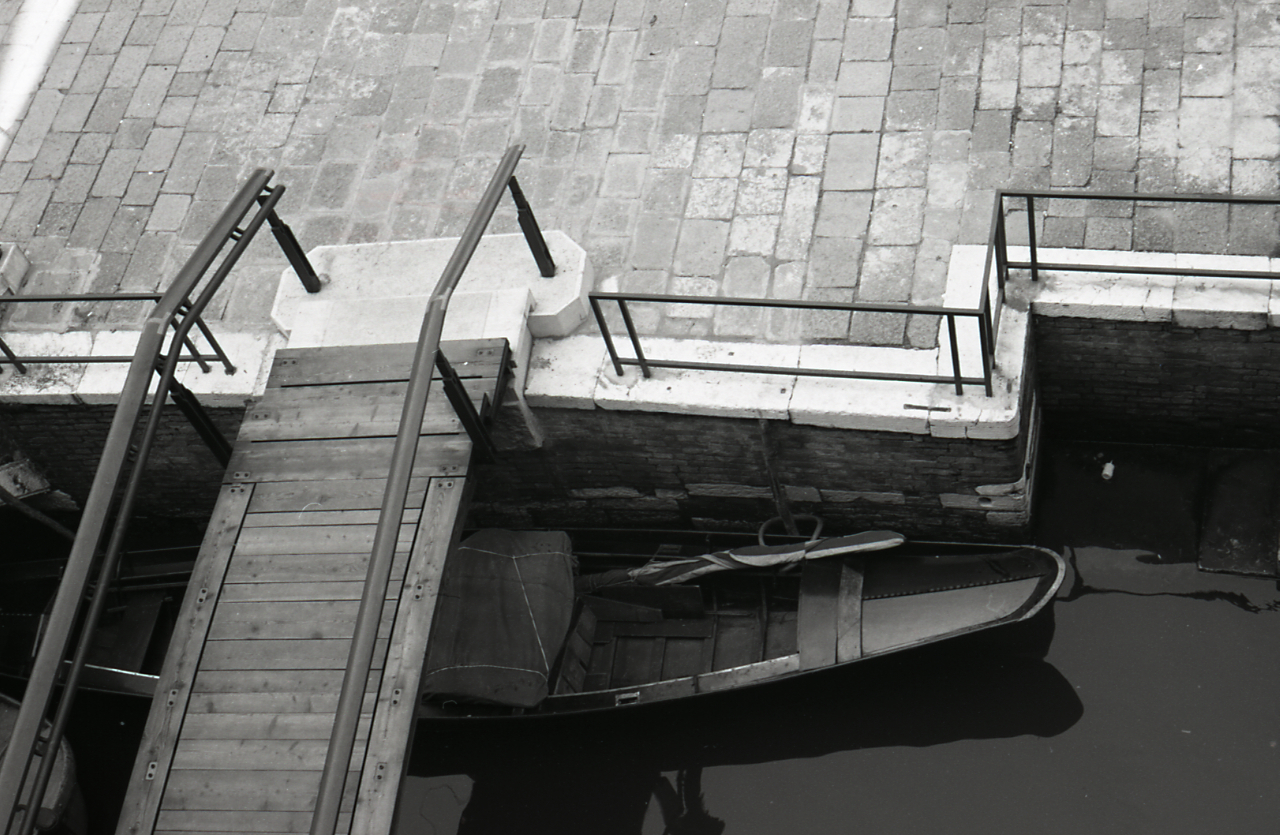
Ponte privato di accesso, dettaglio